# 7plus
7plus (también estilizado como 7+) es un servicio de video bajo demanda gestionado por Seven Network. El servicio fue lanzado el 27 de noviembre de 2017. 7plus también ofrece transmisión en vivo en línea de Channel 7, 7two, 7mate, 7Bravo, 7flix, Racing.com y 7Sport.
7plus está disponible en varias plataformas, incluidas Web, aplicaciones Android y iOS, televisores certificados FreeviewPlus, Apple TV 4th Gen+, Fetch TV, Telstra TV, Chromecast, Android TV, Samsung TV, Sony Linux TV, PlayStation 4 y PlayStation 5.

## Historia

### 2010-2017: PLUS7
PLUS7 era un servicio gestionado por Seven Network a través de su empresa conjunta Yahoo7 con Yahoo!. El servicio estuvo disponible el 18 de enero de 2010.
Algunos títulos estaban disponibles exclusivamente en Australia en PLUS7, incluidos Other Space y Sin City Saints, así como la versión británica de My Kitchen Rules, que no se transmitieron en Seven Network. En 2014, PLUS7 se convirtió en el primer servicio catch-up en ofrecer subtítulos cerrados en la mayor parte de su programación.
PLUS7 estaba disponible en varias plataformas, incluidos los sistemas operativos móviles iOS (por ejemplo, iPhone, iPad y iPod Touch), Apple TV, Xbox One, PlayStation 3, PlayStation 4, Windows 10, televisores y reproductores de Blu-ray con acceso a Internet de Sony, y reproductores de Blu-ray de LG. televisores habilitados, televisores Samsung con acceso a Internet y reproductores de Blu-ray, televisores Panasonic con acceso a Internet, televisores Hisense con acceso a Internet, decodificadores Humax, Windows Mobile 7 y 8 y dispositivos Samsung con sistema operativo Android 4.0+ y superior.

### 2017-presente: 7plus
Tras la adquisición de Yahoo! por Verizon Communications en junio de 2017, Seven anunció planes para lanzar un servicio independiente de propiedad absoluta para reemplazar PLUS7 dentro de los siguientes seis meses. En septiembre de 2017, Seven anunció que el nuevo servicio se conocería como 7plus y se lanzaría en noviembre de 2017. Con la introducción de 7plus, PLUS7 se cerró y dejó de estar disponible en la mayoría de las plataformas desde el 12 de diciembre de 2017 y en los dispositivos restantes el 31 de marzo de 2018.
En marzo de 2019, el servicio agregó dos canales lineales con sede en Estados Unidos, Pac-12 Network y Outdoor Channel, así como ofertas bajo demanda de estos proveedores.
El 23 de julio de 2020, 7plus introdujo un nuevo logotipo estilizado como 7+.
El 4 de agosto de 2022, 7plus comenzó a transmitir Heartbreak Island, un concurso/concurso de telerrealidad, que se consideró «demasiado hot para la televisión».